# Milord l'Arsouille (film)
Pour plus de détails, voir Fiche technique et Distribution.
Milord l'Arsouille est un film français réalisé par André Haguet, sorti en 1955. Le film semble, à l'heure actuelle, malheureusement perdu.

## Synopsis
Dans les années 1840, Lord Seymour est un jeune dandy aristocratique anglais qui aime s'encanailler dans les quartier pauvres de Paris que la population apprécie. Cette accointance lui attire aussi bien des admiratrices que l’hostilité d’une grande partie de l’élite.

## Fiche technique
- Titre : Milord l'Arsouille
- Réalisation : André Haguet
- Assistant : Maurice Delbez
- Scénario : Jacques de Bénac
- Dialogues : André Haguet
- Décors : Lucien Aguettand
- Costumes : Rosine Delamare
- Photographie : Lucien Joulin
- Son : Julien Coutellier
- Musique : Louiguy
- Montage : Leonide Azar
- Société de production : Florida Films
- Pays d'origine : France
- Genre : Comédie
- Durée : 100 minutes
- Date de sortie : 
  - France - 27 décembre 1955
- Affiches : André Bertrand (France)

## Distribution
- Jean-Claude Pascal : Lord Seymour
- Simone Bach : Chantereine
- Olivier Hussenot : Édouard
- Julien Bertheau : le Duc de Mantes
- Lucienne Legrand : Virginie
- Renaud Mary : Harel
- Jean Debucourt : Louis-Philippe
- Robert Manuel : Marcouski
- Louis Seigner : Geoffroy
- Alain Bouvette : Picard
- Pascale Roberts : Anna
- Jimmy Urbain
- Jean Lanier
- Gina Manès
- Mathé Altéry
- Jacques Dufilho